# Lekkoatletyka na Letnich Igrzyskach Olimpijskich 1904 – all-around

All-around był to poprzednik dziesięcioboju. Składał się z 10 konkurencji rozgrywanych jednego dnia. Były to: bieg na 100 jardów, pchnięcie kulą, skok wzwyż, chód na 880 jardów, rzut młotem, skok o tyczce, bieg na 120 jardów przez płotki, rzut 56-funtowym ciężarem, skok w dal i bieg na milę. Podczas igrzysk olimpijskich w 1904 w Saint Louis konkurencję rozegrano 4 lipca 1904 na stadionie Francis Field należącym do Washington University. Startowało 7 lekkoatletów z 2 państw.

## Wyniki

### Bieg na 100 jardów
| Konkurencja 1 | Konkurencja 1   | Konkurencja 1 | Konkurencja 1     | Konkurencja 1 | Konkurencja 1 | Konkurencja 1 |
| Lp.           | Imię i nazwisko | Wiek          | Reprezentacja     | Czas          | Punkty        | Uwagi         |
| ------------- | --------------- | ------------- | ----------------- | ------------- | ------------- | ------------- |
| 1.            | Truxtun Hare    | 25            | Stany Zjednoczone | 10,8          | 790           |               |
| 2.            | John Holloway   |               | Wielka Brytania   |               | 769           |               |
| 3.            | Ellery Clark    | 30            | Stany Zjednoczone | 11,0          | 748           |               |
| 4.            | John Grieb      | 24            | Stany Zjednoczone |               | 720           |               |
| 4.            | Adam Gunn       | 31            | Stany Zjednoczone |               | 720           |               |
| 6.            | Tom Kiely       | 34            | Wielka Brytania   |               | 713           |               |
|               | Max Emmerich    | 25            | Stany Zjednoczone | –             | 0             | NU            |

### Pchnięcie kulą
| Konkurencja 2 | Konkurencja 2   | Konkurencja 2 | Konkurencja 2     | Konkurencja 2 | Konkurencja 2 | Konkurencja 2 |
| Lp.           | Imię i nazwisko | Wiek          | Reprezentacja     | Wynik         | Punkty        | Uwagi         |
| ------------- | --------------- | ------------- | ----------------- | ------------- | ------------- | ------------- |
| 1.            | Adam Gunn       | 31            | Stany Zjednoczone | 12,21         | 668           |               |
| 2.            | Truxtun Hare    | 25            | Stany Zjednoczone | 12,09         | 648           |               |
| 3.            | Tom Kiely       | 34            | Wielka Brytania   | 10,82         | 448           |               |
| 4.            | John Grieb      | 24            | Stany Zjednoczone | 10,54         | 404           |               |
| 5.            | Ellery Clark    | 30            | Stany Zjednoczone | 10,26         | 360           |               |
| 6.            | John Holloway   |               | Wielka Brytania   | 10,01         | 320           |               |

| Po 2 konkurencjach | Po 2 konkurencjach | Po 2 konkurencjach | Po 2 konkurencjach | Po 2 konkurencjach | Po 2 konkurencjach |
| Lp.                | Imię i nazwisko    | Reprezentacja      | 1                  | 2                  | Suma               |
| ------------------ | ------------------ | ------------------ | ------------------ | ------------------ | ------------------ |
| 1.                 | Truxtun Hare       | Stany Zjednoczone  | 790                | 698                | 1438               |
| 2.                 | Adam Gunn          | Stany Zjednoczone  | 720                | 668                | 1388               |
| 3.                 | Tom Kiely          | Wielka Brytania    | 713                | 448                | 1161               |
| 4.                 | John Grieb         | Stany Zjednoczone  | 720                | 404                | 1124               |
| 5.                 | Ellery Clark       | Stany Zjednoczone  | 748                | 360                | 1108               |
| 6.                 | John Holloway      | Wielka Brytania    | 769                | 320                | 1089               |
| NU                 | Max Emmerich       | Stany Zjednoczone  | 0                  | –                  | 0                  |

### Skok wzwyż
| Konkurencja 3 | Konkurencja 3   | Konkurencja 3 | Konkurencja 3     | Konkurencja 3 | Konkurencja 3 | Konkurencja 3 |
| Lp.           | Imię i nazwisko | Wiek          | Reprezentacja     | Wynik         | Punkty        | Uwagi         |
| ------------- | --------------- | ------------- | ----------------- | ------------- | ------------- | ------------- |
| 1.            | John Holloway   |               | Wielka Brytania   | 1,68          | 672           |               |
| 2.            | Adam Gunn       | 31            | Stany Zjednoczone | 1,65          | 640           |               |
| 3.            | Ellery Clark    | 30            | Stany Zjednoczone | 1,62          | 608           |               |
| 3.            | John Grieb      | 24            | Stany Zjednoczone | 1,62          | 608           |               |
| 5.            | Truxtun Hare    | 25            | Stany Zjednoczone | 1,52          | 480           |               |
| 5.            | Tom Kiely       | 34            | Wielka Brytania   | 1,52          | 480           |               |

| Po 3 konkurencjach | Po 3 konkurencjach | Po 3 konkurencjach | Po 3 konkurencjach | Po 3 konkurencjach | Po 3 konkurencjach | Po 3 konkurencjach | Po 3 konkurencjach |
| Lp.                | Imię i nazwisko    | Reprezentacja      | 1                  | 2                  | 3                  | Suma               |                    |
| ------------------ | ------------------ | ------------------ | ------------------ | ------------------ | ------------------ | ------------------ | ------------------ |
| 1.                 | Adam Gunn          | Stany Zjednoczone  | 720                | 668                | 640                | 2029               |                    |
| 2.                 | Truxtun Hare       | Stany Zjednoczone  | 790                | 698                | 480                | 1918               |                    |
| 3.                 | John Holloway      | Wielka Brytania    | 769                | 320                | 672                | 1761               |                    |
| 4.                 | John Grieb         | Stany Zjednoczone  | 720                | 404                | 608                | 1732               |                    |
| 5.                 | Ellery Clark       | Stany Zjednoczone  | 748                | 360                | 608                | 1716               |                    |
| 6.                 | Tom Kiely          | Wielka Brytania    | 713                | 448                | 480                | 1641               |                    |
| NU                 | Max Emmerich       | Stany Zjednoczone  | 0                  | –                  | –                  | 0                  |                    |

### Chód na 880 jardów
| Konkurencja 4 | Konkurencja 4   | Konkurencja 4 | Konkurencja 4     | Konkurencja 4 | Konkurencja 4 | Konkurencja 4 |
| Lp.           | Imię i nazwisko | Wiek          | Reprezentacja     | Czas          | Punkty        | Uwagi         |
| ------------- | --------------- | ------------- | ----------------- | ------------- | ------------- | ------------- |
| 1.            | John Holloway   |               | Wielka Brytania   | 3:59          | 717           |               |
| 1.            | Tom Kiely       | 34            | Wielka Brytania   | 3:59          | 717           |               |
| 3.            | Ellery Clark    | 30            | Stany Zjednoczone | 4:11          | 657           |               |
| 4.            | Adam Gunn       | 31            | Stany Zjednoczone | 4:13          | 608           |               |
| 5.            | Truxtun Hare    | 25            | Stany Zjednoczone | 4:20          | 480           |               |
| 6.            | John Grieb      | 24            | Stany Zjednoczone | 4:49          | 467           |               |

| Po 4 konkurencjach | Po 4 konkurencjach | Po 4 konkurencjach | Po 4 konkurencjach | Po 4 konkurencjach | Po 4 konkurencjach | Po 4 konkurencjach | Po 4 konkurencjach |
| Lp.                | Imię i nazwisko    | Reprezentacja      | 1                  | 2                  | 3                  | 4                  | Suma               |
| ------------------ | ------------------ | ------------------ | ------------------ | ------------------ | ------------------ | ------------------ | ------------------ |
| 1.                 | Adam Gunn          | Stany Zjednoczone  | 720                | 668                | 640                | 647                | 2675               |
| 2.                 | Truxtun Hare       | Stany Zjednoczone  | 790                | 698                | 480                | 612                | 2530               |
| 3.                 | John Holloway      | Wielka Brytania    | 769                | 320                | 672                | 717                | 2478               |
| 4.                 | Ellery Clark       | Stany Zjednoczone  | 748                | 360                | 608                | 657                | 2373               |
| 5.                 | Tom Kiely          | Wielka Brytania    | 713                | 448                | 480                | 717                | 2358               |
| 6.                 | John Grieb         | Stany Zjednoczone  | 720                | 404                | 608                | 467                | 2199               |
| NU                 | Max Emmerich       | Stany Zjednoczone  | 0                  | –                  | –                  | –                  | 0                  |

### Rzut młotem
| Konkurencja 5 | Konkurencja 5   | Konkurencja 5 | Konkurencja 5     | Konkurencja 5 | Konkurencja 5 | Konkurencja 5 |
| Lp.           | Imię i nazwisko | Wiek          | Reprezentacja     | Wynik         | Punkty        | Uwagi         |
| ------------- | --------------- | ------------- | ----------------- | ------------- | ------------- | ------------- |
| 1.            | Tom Kiely       | 34            | Wielka Brytania   | 36,76         | 706           |               |
| 2.            | Truxtun Hare    | 25            | Stany Zjednoczone | 36,28         | 687           |               |
| 3.            | Adam Gunn       | 31            | Stany Zjednoczone | 31,40         | 495           |               |
| 4.            | Ellery Clark    | 30            | Stany Zjednoczone | 29,11         | 405           |               |
| 5.            | John Holloway   |               | Wielka Brytania   | 27,51         | 342           |               |
| –             | John Grieb      | 24            | Stany Zjednoczone | –             | 0             | NU            |

| Po 5 konkurencjach | Po 5 konkurencjach | Po 5 konkurencjach | Po 5 konkurencjach | Po 5 konkurencjach | Po 5 konkurencjach | Po 5 konkurencjach | Po 5 konkurencjach | Po 5 konkurencjach |
| Lp.                | Imię i nazwisko    | Reprezentacja      | 1                  | 2                  | 3                  | 4                  | 5                  | Suma               |
| ------------------ | ------------------ | ------------------ | ------------------ | ------------------ | ------------------ | ------------------ | ------------------ | ------------------ |
| 1.                 | Truxtun Hare       | Stany Zjednoczone  | 790                | 698                | 480                | 612                | 687                | 3217               |
| 2.                 | Adam Gunn          | Stany Zjednoczone  | 720                | 668                | 640                | 647                | 495                | 3170               |
| 3.                 | Tom Kiely          | Wielka Brytania    | 713                | 448                | 480                | 717                | 706                | 3064               |
| 4.                 | John Holloway      | Wielka Brytania    | 748                | 360                | 608                | 717                | 342                | 2820               |
| 5.                 | Ellery Clark       | Stany Zjednoczone  | 769                | 320                | 672                | 657                | 405                | 2778               |
| NU                 | John Grieb         | Stany Zjednoczone  | 720                | 404                | 608                | 467                | 0                  | 2199               |
| NU                 | Max Emmerich       | Stany Zjednoczone  | 0                  | –                  | –                  | –                  | –                  | 0                  |

### Skok o tyczce
| Konkurencja 6 | Konkurencja 6   | Konkurencja 6 | Konkurencja 6     | Konkurencja 6 | Konkurencja 6 | Konkurencja 6 |
| Lp.           | Imię i nazwisko | Wiek          | Reprezentacja     | Wynik         | Punkty        | Uwagi         |
| ------------- | --------------- | ------------- | ----------------- | ------------- | ------------- | ------------- |
| 1.            | Adam Gunn       | 31            | Stany Zjednoczone | 2,97          | 616           |               |
| 2.            | John Holloway   |               | Wielka Brytania   | 2,89          | 568           |               |
| 3.            | Tom Kiely       | 34            | Wielka Brytania   | 2,74          | 472           |               |
| 4.            | Truxtun Hare    | 25            | Stany Zjednoczone | 2,44          | 280           |               |
| –             | Ellery Clark    | 30            | Stany Zjednoczone | –             | 0             | NS            |

| Po 6 konkurencjach | Po 6 konkurencjach | Po 6 konkurencjach | Po 6 konkurencjach | Po 6 konkurencjach | Po 6 konkurencjach | Po 6 konkurencjach | Po 6 konkurencjach | Po 6 konkurencjach | Po 6 konkurencjach |
| Lp.                | Imię i nazwisko    | Reprezentacja      | 1                  | 2                  | 3                  | 4                  | 5                  | 6                  | Suma               |
| ------------------ | ------------------ | ------------------ | ------------------ | ------------------ | ------------------ | ------------------ | ------------------ | ------------------ | ------------------ |
| 1.                 | Adam Gunn          | Stany Zjednoczone  | 720                | 668                | 640                | 647                | 495                | 616                | 3786               |
| 2.                 | Tom Kiely          | Wielka Brytania    | 713                | 448                | 480                | 717                | 706                | 472                | 3536               |
| 3.                 | Truxtun Hare       | Stany Zjednoczone  | 790                | 698                | 480                | 612                | 687                | 280                | 3497               |
| 4.                 | John Holloway      | Wielka Brytania    | 748                | 360                | 608                | 717                | 342                | 568                | 3388               |
| NU                 | Ellery Clark       | Stany Zjednoczone  | 769                | 320                | 672                | 657                | 405                | 0                  | 2778               |
| NU                 | John Grieb         | Stany Zjednoczone  | 720                | 404                | 608                | 467                | 0                  | –                  | 2199               |
| NU                 | Max Emmerich       | Stany Zjednoczone  | 0                  | –                  | –                  | –                  | –                  | –                  | 0                  |

### Bieg na 120 jardów przez płotki
| Konkurencja 7 | Konkurencja 7   | Konkurencja 7 | Konkurencja 7     | Konkurencja 7 | Konkurencja 7 |
| Lp.           | Imię i nazwisko | Wiek          | Reprezentacja     | Czas          | Punkty        |
| ------------- | --------------- | ------------- | ----------------- | ------------- | ------------- |
| 1.            | Tom Kiely       | 34            | Wielka Brytania   | 17,8          | 670           |
| 2.            | Adam Gunn       | 31            | Stany Zjednoczone |               | 655           |
| 3.            | Truxtun Hare    | 25            | Stany Zjednoczone |               | 600           |
| 4.            | John Holloway   |               | Wielka Brytania   |               | 590           |

| Po 7 konkurencjach | Po 7 konkurencjach | Po 7 konkurencjach | Po 7 konkurencjach | Po 7 konkurencjach | Po 7 konkurencjach | Po 7 konkurencjach | Po 7 konkurencjach | Po 7 konkurencjach | Po 7 konkurencjach | Po 7 konkurencjach |
| Lp.                | Imię i nazwisko    | Reprezentacja      | 1                  | 2                  | 3                  | 4                  | 5                  | 6                  | 7                  | Suma               |
| ------------------ | ------------------ | ------------------ | ------------------ | ------------------ | ------------------ | ------------------ | ------------------ | ------------------ | ------------------ | ------------------ |
| 1.                 | Adam Gunn          | Stany Zjednoczone  | 720                | 668                | 640                | 647                | 495                | 616                | 655                | 4441               |
| 2.                 | Tom Kiely          | Wielka Brytania    | 713                | 448                | 480                | 717                | 706                | 472                | 670                | 4206               |
| 3.                 | Truxtun Hare       | Stany Zjednoczone  | 790                | 698                | 480                | 612                | 687                | 280                | 600                | 4097               |
| 4.                 | John Holloway      | Wielka Brytania    | 748                | 360                | 608                | 717                | 342                | 568                | 590                | 3978               |
| NU                 | Ellery Clark       | Stany Zjednoczone  | 769                | 320                | 672                | 657                | 405                | 0                  | –                  | 2778               |
| NU                 | John Grieb         | Stany Zjednoczone  | 720                | 404                | 608                | 467                | 0                  | –                  | –                  | 2199               |
| NU                 | Max Emmerich       | Stany Zjednoczone  | 0                  | –                  | –                  | –                  | –                  | –                  | –                  | 0                  |

### Rzut 56-funtowym ciężarem
| Konkurencja 8 | Konkurencja 8   | Konkurencja 8 | Konkurencja 8     | Konkurencja 8 | Konkurencja 8 |
| Lp.           | Imię i nazwisko | Wiek          | Reprezentacja     | Wynik         | Punkty        |
| ------------- | --------------- | ------------- | ----------------- | ------------- | ------------- |
| 1.            | Tom Kiely       | 34            | Wielka Brytania   | 8,91          | 684           |
| 2.            | Truxtun Hare    | 25            | Stany Zjednoczone | 7,59          | 475           |
| 3.            | Adam Gunn       | 31            | Stany Zjednoczone | 7,22          | 418           |
| 4.            | John Holloway   |               | Wielka Brytania   | 5,98          | 222           |

| Po 8 konkurencjach | Po 8 konkurencjach | Po 8 konkurencjach | Po 8 konkurencjach | Po 8 konkurencjach | Po 8 konkurencjach | Po 8 konkurencjach | Po 8 konkurencjach | Po 8 konkurencjach | Po 8 konkurencjach | Po 8 konkurencjach | Po 8 konkurencjach |
| Lp.                | Imię i nazwisko    | Reprezentacja      | 1                  | 2                  | 3                  | 4                  | 5                  | 6                  | 7                  | 8                  | Suma               |
| ------------------ | ------------------ | ------------------ | ------------------ | ------------------ | ------------------ | ------------------ | ------------------ | ------------------ | ------------------ | ------------------ | ------------------ |
| 1.                 | Tom Kiely          | Wielka Brytania    | 713                | 448                | 480                | 717                | 706                | 472                | 670                | 684                | 4890               |
| 2.                 | Adam Gunn          | Stany Zjednoczone  | 720                | 668                | 640                | 647                | 495                | 616                | 655                | 418                | 4859               |
| 3.                 | Truxtun Hare       | Stany Zjednoczone  | 790                | 698                | 480                | 612                | 687                | 280                | 600                | 475                | 4572               |
| 4.                 | John Holloway      | Wielka Brytania    | 748                | 360                | 608                | 717                | 342                | 568                | 590                | 222                | 4200               |
| NU                 | Ellery Clark       | Stany Zjednoczone  | 769                | 320                | 672                | 657                | 405                | 0                  | –                  | –                  | 2778               |
| NU                 | John Grieb         | Stany Zjednoczone  | 720                | 404                | 608                | 467                | 0                  | –                  | –                  | –                  | 2199               |
| NU                 | Max Emmerich       | Stany Zjednoczone  | 0                  | –                  | –                  | –                  | –                  | –                  | –                  | –                  | 0                  |

### Skok w dal
| Konkurencja 9 | Konkurencja 9   | Konkurencja 9 | Konkurencja 9     | Konkurencja 9 | Konkurencja 9 |
| Lp.           | Imię i nazwisko | Wiek          | Reprezentacja     | Wynik         | Punkty        |
| ------------- | --------------- | ------------- | ----------------- | ------------- | ------------- |
| 1.            | Truxtun Hare    | 25            | Stany Zjednoczone | 8,07          | 665           |
| 2.            | Tom Kiely       | 34            | Wielka Brytania   | 5,94          | 612           |
| 3.            | Adam Gunn       | 31            | Stany Zjednoczone | 5,53          | 484           |
| 3.            | John Holloway   |               | Wielka Brytania   | 5,53          | 484           |

| Po 9 konkurencjach | Po 9 konkurencjach | Po 9 konkurencjach | Po 9 konkurencjach | Po 9 konkurencjach | Po 9 konkurencjach | Po 9 konkurencjach | Po 9 konkurencjach | Po 9 konkurencjach | Po 9 konkurencjach | Po 9 konkurencjach | Po 9 konkurencjach | Po 9 konkurencjach |
| Lp.                | Imię i nazwisko    | Reprezentacja      | 1                  | 2                  | 3                  | 4                  | 5                  | 6                  | 7                  | 8                  | 9                  | Suma               |
| ------------------ | ------------------ | ------------------ | ------------------ | ------------------ | ------------------ | ------------------ | ------------------ | ------------------ | ------------------ | ------------------ | ------------------ | ------------------ |
| 1.                 | Tom Kiely          | Wielka Brytania    | 713                | 448                | 480                | 717                | 706                | 472                | 670                | 684                | 612                | 5502               |
| 2.                 | Adam Gunn          | Stany Zjednoczone  | 720                | 668                | 640                | 647                | 495                | 616                | 655                | 418                | 484                | 5343               |
| 3.                 | Truxtun Hare       | Stany Zjednoczone  | 790                | 698                | 480                | 612                | 687                | 280                | 600                | 475                | 652                | 5224               |
| 4.                 | John Holloway      | Wielka Brytania    | 748                | 360                | 608                | 717                | 342                | 568                | 590                | 222                | 484                | 4684               |
| NU                 | Ellery Clark       | Stany Zjednoczone  | 769                | 320                | 672                | 657                | 405                | 0                  | –                  | –                  | –                  | 2778               |
| NU                 | John Grieb         | Stany Zjednoczone  | 720                | 404                | 608                | 467                | 0                  | –                  | –                  | –                  | –                  | 2199               |
| NU                 | Max Emmerich       | Stany Zjednoczone  | 0                  | –                  | –                  | –                  | –                  | –                  | –                  | –                  | –                  | 0                  |

### Bieg na 1 milę
| Konkurencja 10 | Konkurencja 10  | Konkurencja 10 | Konkurencja 10    | Konkurencja 10 | Konkurencja 10 |
| Lp.            | Imię i nazwisko | Wiek           | Reprezentacja     | Czas           | Punkty         |
| -------------- | --------------- | -------------- | ----------------- | -------------- | -------------- |
| 1.             | Truxtun Hare    | 25             | Stany Zjednoczone | 5:40,0         | 589            |
| 2.             | John Holloway   |                | Wielka Brytania   | 5:40,0         | 589            |
| 3.             | Adam Gunn       | 31             | Stany Zjednoczone | 5:45,0         | 564            |
| 4.             | Tom Kiely       | 34             | Wielka Brytania   | 5:51,0         | 534            |

| Po 10 konkurencjach | Po 10 konkurencjach | Po 10 konkurencjach | Po 10 konkurencjach | Po 10 konkurencjach | Po 10 konkurencjach | Po 10 konkurencjach | Po 10 konkurencjach | Po 10 konkurencjach | Po 10 konkurencjach | Po 10 konkurencjach | Po 10 konkurencjach | Po 10 konkurencjach | Po 10 konkurencjach |
| Lp.                 | Imię i nazwisko     | Reprezentacja       | 1                   | 2                   | 3                   | 4                   | 5                   | 6                   | 7                   | 8                   | 9                   | 10                  | Suma                |
| ------------------- | ------------------- | ------------------- | ------------------- | ------------------- | ------------------- | ------------------- | ------------------- | ------------------- | ------------------- | ------------------- | ------------------- | ------------------- | ------------------- |
| 1.                  | Tom Kiely           | Wielka Brytania     | 713                 | 448                 | 480                 | 717                 | 706                 | 472                 | 670                 | 684                 | 612                 | 534                 | 6036                |
| 2.                  | Adam Gunn           | Stany Zjednoczone   | 720                 | 668                 | 640                 | 647                 | 495                 | 616                 | 655                 | 418                 | 484                 | 564                 | 5907                |
| 3.                  | Truxtun Hare        | Stany Zjednoczone   | 790                 | 698                 | 480                 | 612                 | 687                 | 280                 | 600                 | 475                 | 652                 | 589                 | 5813                |
| 4.                  | John Holloway       | Wielka Brytania     | 748                 | 360                 | 608                 | 717                 | 342                 | 568                 | 590                 | 222                 | 484                 | 589                 | 5273                |
| NU                  | Ellery Clark        | Stany Zjednoczone   | 769                 | 320                 | 672                 | 657                 | 405                 | 0                   | –                   | –                   | –                   | –                   | 2778                |
| NU                  | John Grieb          | Stany Zjednoczone   | 720                 | 404                 | 608                 | 467                 | 0                   | –                   | –                   | –                   | –                   | –                   | 2199                |
| NU                  | Max Emmerich        | Stany Zjednoczone   | 0                   | –                   | –                   | –                   | –                   | –                   | –                   | –                   | –                   | –                   | 0                   |

Konkurencję tę rozegrano w lipcu, a nie na przełomie sierpnia i września, jak pozostałe konkurencje lekkoatletyczne. Kiely był jednym z dwóch zwycięzców zawodów lekkoatletycznych, którzy nie pochodzili ze Stanów Zjednoczonych.